# Natalie Bates
Natalie Bates, née le 29 mars 1980, est une coureuse cycliste australienne des années 2000. Elle court sur route et sur piste. Sa sœur Katherine a également fait carrière dans le cyclisme.

## Biographie
Natalie Bates est issue d'une famille de cycliste. Son grand-père a fondé le club cycliste de Parramatta, situé dans la banlieue ouvrière de Sydney. Ce club a notamment eu comme licencié Bradley McGee.
Elle a représenté son pays aux championnats du monde sur route en 1998, 2004, 2005, 2006 et 2008. Aux Jeux du Commonwealth de 2006, elle remporte la médaille d’or dans la course en ligne.
En 2012, elle devient entraîneuse de Sarah Roy.

## Palmarès sur route
- 1998
  -  Médaillée de bronze du championnat du monde sur route juniors
- 1999
  - 2e de la Canberra Milk Race
- 2000
  - 3e de la Canberra Milk Race
- 2001
  - Prologue de la Canberra Milk Race
  - 3e de la Canberra Milk Race
- 2002
  - Prologue de la Canberra Milk Race
- 2003
  -  Médaillée d'argent du championnat d'Océanie du contre-la-montre
- 2005
  - 3e étape du Tour Down Under
  - 1re étape du Geelong Tour
- 2006
  -  Médaillé d'or du contre-la-montre aux Jeux du Commonwealth
  - 3e du championnat d'Australie du contre-la-montre
- 2008
  - 2e du Tour de Prince Edward Island

## Résultats sur le Tour d'Italie
- 1999 : 58e
- 2003 : 40e
- 2004 : 64e
- 2006 : 64e
- 2008 : 98e

## Palmarès sur piste
- 2002
  - 2e de la poursuite du championnat d'Australie